# 黄渡镇
黄渡镇，是中华人民共和国四川省南充市营山县下辖的一个乡镇级行政单位。2019年10月，撤销涌泉乡和玲珑乡，将其所属行政区域划归黄渡镇管辖。

## 行政区划
黄渡镇下辖以下地区：
渡河村、晨钟村、景阳村、金台村、坪上村、兰武村、中合村、将军村、燕垭村和小河村、宗祠村、牛心村、石堰村、盛坪村、金山村、龙湾村、交通村和文武村、泉水村、康寨村、杨庙村、深沟村、马滩村、元庙村、樊沟村、涌泉村、舞凤村和十龙村。